# Программа входа в систему
Программа входа в систему (Windows Logon) — компонент операционной системы Microsoft Windows, отвечающий за вход в систему.

## Краткий обзор
Исполняемым файлом процесса является winlogon.exe. Он запускается процессом smss.exe , который так же запускает процесс csrss.exe. Для реализации диалога с пользователем применяется библиотека GINA. Программа входа в систему обрабатывает нажатие клавиш Ctrl+Alt+Del и Ctrl+⇧ Shift+Esc. Winlogon.exe подгружает и выполняет код из библиотек Winlogon notification packages. Такие библиотеки применяются системой, программами и вирусами. Они не поддерживаются в Windows Vista, а также в более поздних версиях Windows.

## Критичность процесса
Процесс winlogon.exe через стандартный WinAPI невозможно закрыть. Для этого требуется привилегия SE_DEBUG.
Если всё-таки закрыть процесс, на экране появится синий экран смерти со следующим сообщением:

c000021a {Fatal System Error} The Windows logon system process terminated unexpectly with a status…
что является следствием срабатывания специальной защиты, установленной для процесса winlogon.exe недокументированной функцией RtlSetProcessIsCritical библиотеки ntdll.dll.
В русской версии операционной системы экран заполнится символами ASCII, которые при расшифровке значат:

c000021a {} Непредвиденное завершение системного процесса Windows Logon Process с состоянием…
Причиной такого сбоя может быть заполнение системного диска до предела, при освобождении места всё возвращается в норму. 
Начиная с Windows Vista завершение процесса winlogon.exe вызывает немедленный выход из системы вместо сбоя.

## Функции
Программа входа в систему начинает работу, будучи запущенной процессом smss.exe. После некоторых подготовительных действий она отображает приглашение ко входу в систему. В ходе загрузки операционной системы запускается lsass.exe и services.exe. Если активен новый стиль экрана приветствия, то для его отображения запускается процесс logonui.exe. После входа Программа входа в систему запускает команды, прописанные в параметре Userinit Реестра Windows — обычно userinit.exe, которая в свою очередь выполняет запуск программ, прописанных в параметре Shell — обычно explorer.exe.

## Использование вредоносными программами
Вирусы и другие вредоносные программы могут добавлять свои библиотеки Winlogon notification packages и изменять параметры Shell и Userinit для заражения системы. Имя winlogon.exe используют некоторые вирусы, поэтому подозрительными являются все файлы с таким именем, находящиеся в папке, отличной от %SYSTEMROOT%\system32 и %SYSTEMROOT%\dllcache. Переименовав нужное приложение в %SystemRoot%\System32\logon.scr, можно добиться его запуска с правами пользователя SYSTEM через 10 минут ожидания ввода имени пользователя и пароля для входа в систему.